# あっぱたん
『あっぱたん』（Vaanathaippola）は、2000年のインドのタミル語ファミリードラマ映画。監督・脚本はヴィクラマンが務め、ヴィジャヤカーント、ミーナ、プラブデーヴァー、J・リヴィングストン、カウサリヤー、アンジュ・アラヴィンドが出演している。
2000年1月14日に公開され、連続上映日数250日間を記録するヒット作となった。また、主演を務めたヴィジャヤカーントも高い評価を受け、作品自体も高く評価されて国家映画賞 健全な娯楽を提供する大衆映画賞を受賞している。

## ストーリー
ヴェライサーミは祖母と3人の弟と暮らしていた。彼は結婚を控えていたが、彼女が結婚後にヴェライサーミの弟たちをホステル送りにしようと考えていることを知り婚約を破棄してしまう。彼は弟たちを育て、彼らはヴェライサーミに親愛の情を抱くようになった。弟の一人ムトゥはホテルの料理人として働いており、彼が資産家の娘ガウリに恋していることを知ったヴェライサーミは2人の仲を取り持つために奔走する。ある事情から、ムトゥはガウリの屋敷で働くことになるが、彼女からは相手にされず無礼な態度をとられてしまうが、ムトゥが幼馴染みだと知ったガウリは態度を改め、ムトゥの謙虚な性格に惹かれて恋人となり、後に2人は結婚することになった。
もう一人の弟シャンムガンは警察官として働いており、ヴェライサーミの友人の娘スマティと結婚した。結婚当初、スマティはヴェライサーミに対して失礼な態度をとることが多く、シャンムガンは態度を改めるように求めていたが、彼女は父親や周囲の人たちから「不幸をもたらす女」と扱われていたことを明かし、失礼な態度をとっていたのはトラブルに巻き込むことを避けるためだったことが判明する。真相を知ったヴェライサーミはスマティを慰め、彼女に自信を取り戻させる。
末弟セルヴァクマールは医師をしており、ナンディニという女性と交際していた。ヴェライサーミもナンディニに好印象を抱いていたが、彼女の父親はヴェライサーミと対立するダルマリンガムであり、さらに彼女の姉は、かつてヴェライサーミが婚約を破棄した女性だったことが判明する。事実を知ったダルマリンガムは2人の結婚に反対するが、ヴェライサーミは「2人が結婚した後は村を出て行く」と約束し、ダルマリンガムに2人の結婚を認めさせる。しかし、財産目当ての結婚を目論んでいたナンディニの従兄弟によって彼女が誘拐され、事態を知ったヴェライサーミは従兄弟の手から彼女を救い出す。ナンディニを救い出したヴェライサーミは村に帰郷し、家族との再会を果たす。

## キャスト
- ヴェライサーミ、ムトゥ - ヴィジャヤカーント
- セルヴァクマール - プラブデーヴァー（英語版）
- シャンムガン - J・リヴィングストン（英語版）
- ガウリ - ミーナ
- ナンディニ - カウサリヤー（英語版）
- マニカヴェール - センディル
- ピチャイ - ラメーシュ・カンナー（英語版）
- スマティ - アンジュ・アラヴィンド（英語版）
- ダルマリンガム - デーヴァン（英語版）
- ラーダ - ヴィニータ（英語版）
- マラガダム - S・N・ラクシュミー（英語版）
- スンダラム - ラージーヴ（英語版）
- ラージャドゥライ - アーナンダラージ（英語版）
- アーナンド - アーナンド（英語版）
- ジャーナキ - サビタ・アーナンド（英語版）
- ラーマサーミ - バル・アーナンド（英語版）
- シンガラム - シンガムトゥ（英語版）
- 物乞い - コーヴァイ・センディル（英語版）
- スブラマニ - カザン・カーン（英語版）

## 製作

### 企画
1999年に映画配給を手掛けるV・ラヴィチャンドランがヴィクラマンに対し、『Poove Unakkaga』『Surya Vamsam』風味の新作映画の脚本執筆を依頼し、ヴィクラマンの構想を聞いたラヴィチャンドランはヴィジャヤカーントを主演に迎えて製作を始めるように勧めた。彼はプロデューサーを務めたが撮影現場には顔を出さず、代わりに映画のプロモーション活動に専念した。
ヒロインのガウリ役にはミーナが起用され、警察官のシャンムガン役にはナポレオンが検討されたものの、彼が辞退したためJ・リヴィングストンが起用された。また、ナンディニ役にはシムランが検討されたが、彼女が辞退したしたためカウサリヤーが起用された。

### 音楽
サウンドトラックの作曲はS・A・ラージクマール、作詞はラー・ラヴィシャンカル、パー・ヴィジャイ、ヴィヴェーカー、ナ・ムトゥクマールが手掛けている。観客からは好意的な評価を得ており、G・ダナンジャヤンは著書『Pride of Tamil Cinema: 1931–2013』の中で、サウンドトラックが『あっぱたん』の成功に大きく貢献したと記している。収録曲のうち「Engal Veetil Ella Naalum」はヒンディー語映画『Daag: The Fire』の楽曲「Dil Deewana」、『Sirf Tum』の楽曲「Pehli Pehli Baar Mohabbat Ki Hai」を参考にしている。
| #  | タイトル                                                | 作詞                                 | 作曲・編曲 | 歌手                                                         |
| -- | ------------------------------------------------------- | ------------------------------------ | ---------- | ------------------------------------------------------------ |
| 1. | 「Kadhal Vennila」                                      | ラー・ラヴィシャンカル               |            | ハリハラン                                                   |
| 2. | 「Engal Veetil Ella Naalum」                            | ナ・ムトゥクマール、パー・ヴィジャイ |            | S・P・バーラスブラマニアム、スジャータ・モーハン、アルンモジ |
| 3. | 「Kadhal Vennila」                                      | ラー・ラヴィシャンカル               |            | P・ジャヤチャンドラン                                        |
| 4. | 「Nathiye Nayil Nathiye」                               | パー・ヴィジャイ                     |            | スクウィンダル・シン、アヌラーダ・シュリラーム               |
| 5. | 「Rojappu Maalaiyile」                                  | パー・ヴィジャイ                     |            | K・S・チトラ、マノー                                         |
| 6. | 「Thavaniye Ennai Mayakiriye」                          | ヴィヴェーカー                       |            | S・P・バーラスブラマニアム、スワルナラータ                   |
| 7. | 「Vaanil Vennila (female version to "Kadhal Vennila")」 | ラー・ラヴィシャンカル               |            | スジャータ・モーハン                                         |
| 8. | 「Mainave Mainave」                                     | ヴィヴェーカー                       |            | ウンニ・メーノーン、K・S・チトラ                             |

## 評価

### 批評
『あっぱたん』は批評家から好意的な評価を得ており、『ザ・ヒンドゥー』は「ヴィジャヤカーントのコメディ演技は素晴らしく、ラメーシュ・カンナーにもコメディアンとしての優れた素質が感じられる。祖母役のS・N・ラクシュミーは陽気な演技で映画全体に活気を与え、プラブデーヴァーとカウサリヤーのコンビはエネルギッシュで活力ある演技を見せてくれた。しかし、感傷や兄弟愛といった要素は、ある段階を過ぎると真実とは思えないようなレベルに達し、それによって観客への訴求力を失ってしまう」と批評している。『アーナンダ・ヴィカタン』は「この映画は、誰もが悩むことなく団結して生きるべきというテーマを強調しているが、欠点として悪役がおらず、そのため物語が進むにつれ、観客の関心を維持することに苦しめられている」と批評し、『ニュー・ストレーツ・タイムズ』は「この映画は家族ドラマ、特に兄弟愛が好きな観客の心をつかむことだろう」と批評している。また、『スクリーン』のアイヤッパ・プラサードは「巧みな脚本と物語で知られるヴィクラマンは、またしても観客の琴線に触れるファミリー・エンターテインメントを作り出し、二役を演じるヴィジャヤカーントの素晴らしさを存分に引き出してくれた」と批評している。

### 受賞・ノミネート
| 映画賞                                  | 授賞式         | 部門                           | 対象           | 結果       | 出典          |
| --------------------------------------- | -------------- | ------------------------------ | -------------- | ---------- | ------------- |
| 第48回フィルムフェア賞 南インド映画部門 | 2001年4月7日   | 作品賞                         | 『あっぱたん』 | ノミネート |               |
| 第48回フィルムフェア賞 南インド映画部門 | 2001年4月7日   | 監督賞                         | ヴィクラマン   | ノミネート |               |
| 第48回国家映画賞                        | 2001年12月12日 | 健全な娯楽を提供する大衆映画賞 | 『あっぱたん』 | 受賞       | [ 15 ]        |
| タミル・ナードゥ州映画賞                | 2004年9月30日  | 第1位作品賞                    | 『あっぱたん』 | 受賞       | [ 12 ] [ 16 ] |
| タミル・ナードゥ州映画賞                | 2004年9月30日  | 監督賞                         | ヴィクラマン   | 受賞       | [ 12 ] [ 16 ] |

## リメイク
『あっぱたん』は各言語でリメイクされており、テルグ語映画ではラージャシェーカル主演の『Maa Annayya』、カンナダ語映画ではヴィシュヌヴァルダン主演の『Yajamana』が製作され、このうち『Yajamana』は興行的な成功を収めた。